# Markbach (Bayerische Schwarzach)
Der Markbach ist ein 5,7 km langer, rechter Zufluss der Bayerischen Schwarzach im Landkreis Cham in der Oberpfalz in Bayern.
Er entspringt im Markbrunnen am Südosthang des Signalberges und mündet östlich von Krausenöd in die Bayerische Schwarzach.

## Verlauf
Der Markbach entspringt im Markbrunnen in 789 m Höhe am Südosthang des Signalberges.
Von seiner Quelle aus wendet er sich direkt nach Osten.
Er fließt genau auf der Grenze zwischen dem Landkreis Schwandorf im Norden und dem Landkreis Cham im Süden entlang.
Nach ungefähr 800 Metern nimmt er einen kleinen Bach von rechts auf.
Etwa 200 Meter weiter mündet ein etwas längerer Bach von links.
An diesem Punkt, er liegt ungefähr 200 m nordwestlich der Schönbrunner Kapelle, ändert der Markbach seine Fließrichtung und schwenkt nach Südosten.
Hier verlässt er die Landkreisgrenze.
Er bildet ein tief eingeschnittenes Tal in Südostrichtung.
Kurz vor der Schönbrunner Kapelle nimmt er einen weiteren von links kommenden Bach auf.
Er fließt im Tal unterhalb der Schönbrunner Kapelle vorbei, wo er aus der dort befindlichen ergiebigen Quelle, dem Schönbrunnen, gespeist wird.
Nach weiteren 200 Metern nimmt er die Wasser des Ferchenbrunnens auf, die ihm von links zufließen.
Ungefähr 1,5 km weiter südöstlich erreicht der Markbach die Streusiedlung Neumühle.
Hier schwenkt er wieder in eine östliche Richtung um.
Kurz hinter Neumühle mündet von links der einzige benannte Seitenbach, die Draht.
Sie entspringt in der Lohwiese, durchfließt die Siedlung Draht und mündet südlich von Draht in den Markbach.
Der Markbach fließt weiter nach Osten bis zur Hannesriedermühle, wo er wieder nach Südosten umschwenkt.
Nun geht sein immer flacher gewordenes Tal in weite, fast ebene Feuchtwiesen über – die Markbachaue, ein Biotop.
Die Markbachaue wurde vom Naturpark Oberer Bayerischer Wald, LBV-Kreisgruppe Cham erworben.
Es wurden Auerochsen zur Landschaftspflege in der Markbachaue angesiedelt, die sie durch extensive Beweidung offen halten sollten.
Man erhoffte sich durch diese und andere Maßnahmen zum Schutz der Markbachaue auch eine Wiederbesiedelung des Markbachs durch die Flussperlmuschel.
Stark mäandrierend durchfließt der Markbach die Markbachaue und mündet östlich von Krausenöd in die Bayerische Schwarzach.

## Zuflüsse
Von der Quelle zur Mündung. Auswahl.
Besonders in seinem Oberlauf wird der Markbach hauptsächlich von links, selten auch von rechts von mehreren kleinen unbenannten Bächen gespeist.
Prominent sind die beiden klaren und ergiebigen Quellen Schönbrunnen und Ferchenbrunnen, beide von links.
Der Schönbrunnenquelle wird sogar Heilkraft nachgesagt.
Jedenfalls erfährt sie schon seit langer Zeit bei der Bevölkerung eine große Verehrung, was sich in einer bei ihr erbauten Kapelle und mehreren jährlichen Wallfahrten äußert.
- der Bach Draht von links, südlich der Siedlung Draht.